# Seznam naselij na Islandiji
Seznam mest in pomembnejših naselij na Islandiji.

## Več kot 100.000 prebivalcev
- Reykjavík

## Med 10.000 in 100.000 prebivalcev
- Akureyri
- Hafnarfjörður
- Keflavík
- Kópavogur

## Med 1.000 in 10.000 prebivalcev
- Akranes
- Álftanes
- Borgarnes
- Dalvík
- Egilsstaðir
- Garðabær
- Grindavík
- Hellissandur
- Höfn
- Húsavík
- Hveragerði
- Ísafjörður
- Mosfellsbær
- Neskaupstaður
- Njarðvík
- Ólafsvík
- Sandgerði
- Sauðárkrókur
- Selfoss
- Seltjarnarnes
- Siglufjörður
- Stykkishólmur
- Vestmannaeyjar
- Þorlákshöfn
- Vogar

## Manj kot 1.000 prebivalcev
- Bíldudalur
- Blönduós
- Bolungarvík
- Breiðdalsvík
- Búðardalur
- Djúpivogur
- Djúpavík
- Drangsnes
- Eskifjörður
- Eyrarbakki
- Fáskrúðsfjörður
- Fluðir
- Garður
- Grundarfjörður
- Hella
- Hólar
- Hólmavík
- Hvammstangi
- Hvolsvöllur
- Kirkjubæjarklaustur
- Mjóifjörður
- Ólafsfjörður
- Patreksfjörður
- Reyðarfjörður
- Reykholt (Borgarfjörður)
- Seyðisfjörður
- Skálholt
- Skógar
- Stokkseyri
- Stöðvarfjörður
- Vík í Mýrdal
- Vopnafjörður